# C/2011 W3 (Лавджоя)
Комета C/2011 W3 (Лавджоя) — периодическая комета группы Крейца, которая была открыта 27 ноября 2011 года астрономом Терри Лавджоем из Австралии. В момент обнаружения её диаметр был оценен в 100—200 метров, что примерно в 10 раз больше, чем у других комет группы Крейца. После того, как комета попала в солнечную корону, пролетев 120 000 км над поверхностью, она появилась вновь, что означало её больший диаметр — примерно 500 м, именно поэтому она могла сохраниться после такого сближения с Солнцем. Так как она была обнаружена и могла наблюдаться с Земли в период отмечаемого в западном мире Рождества, получила название «Великая Комета Рождества 2011» (англ. The Great Christmas Comet of 2011)
. Ещё одно название комета получила в связи с 16-й годовщиной успешного запуска SOHO — «Комета Великого Праздника 2011» (англ. The Great Birthday Comet of 2011).

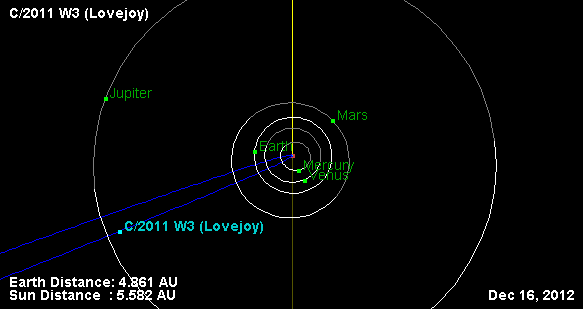

## Исследования
Благодаря прохождению кометы через гелиосферу 15 декабря 2011 года учёным удалось получить новые данные о магнитном поле Солнца.

## Галерея

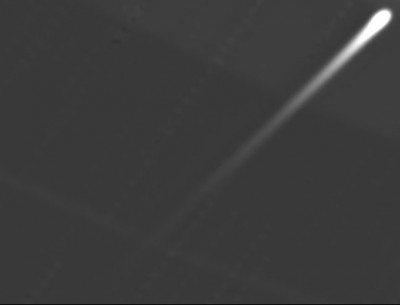
STEREO — крупный план кометы Лавджоя перед перигелием
STEREO — Попадание кометы Лавджоя в солнечную корону
SDO — появление кометы из короны